# 印第安纳州州徽
印第安纳州州徽是印地安那州州长用来认证官方文件的。自从该地区成为西北领土的一部分以来，州徽已经经历了几次修订。最初的徽章和现在的徽章很相似，很可能是由威廉·亨利·哈里森在统治印第安纳领地时设计的。目前的徽章设计在1963年被印第安纳州议会标准化。

## 使用
州印由印第安纳州州长保管。它是用来证明国家官方文件的真实性的。该徽章被印置在部门报告上，州长签署成为法律的法案上，以及州长与其他高级官员之间的官方通信上。该州印也用于国家授予的所有委员会，作为委员会权力的证明。

## 历史

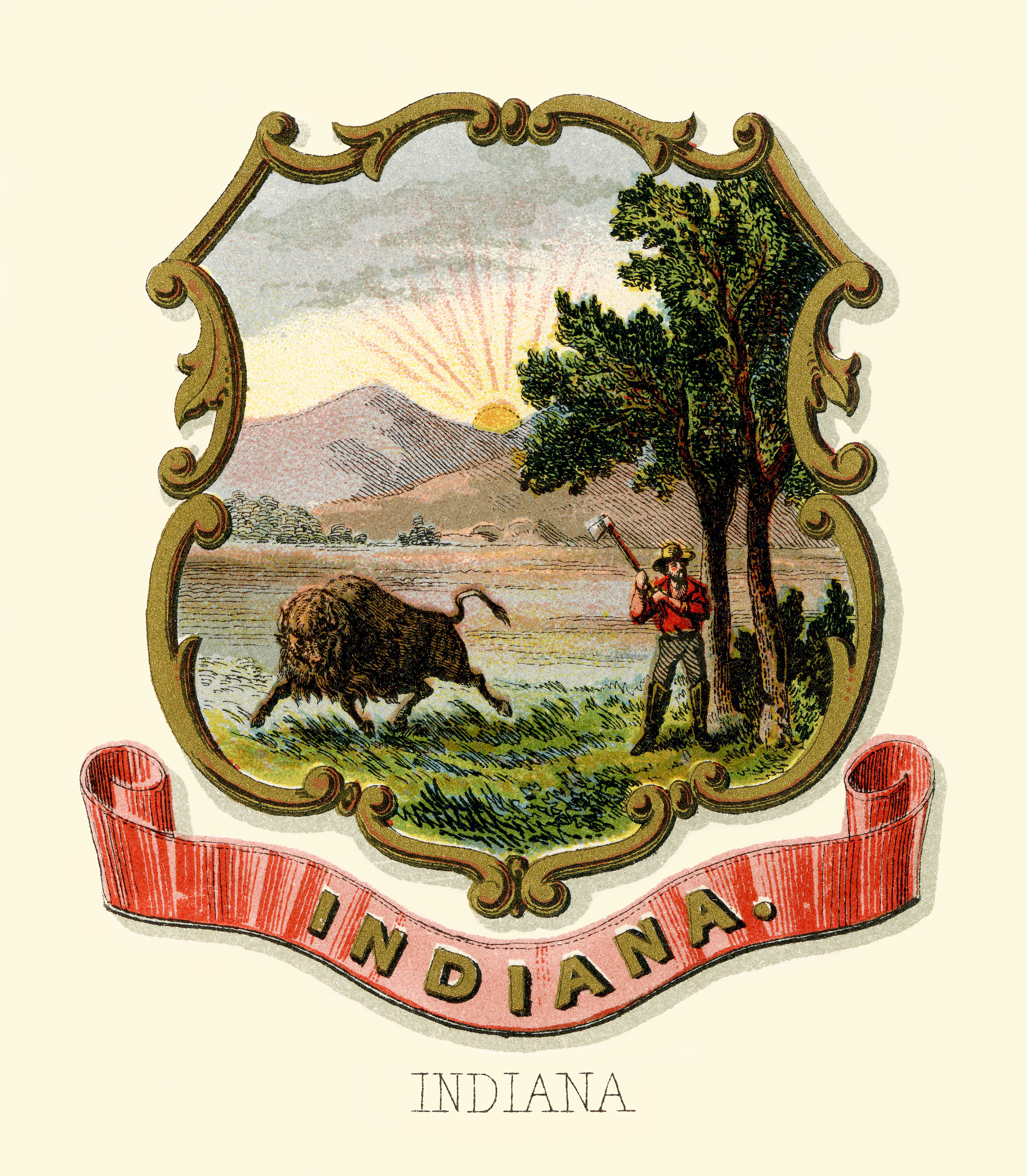
印第安纳州历史盾徽（1876年插图）

1792年5月8日，美国国会通过了一项立法，要求美国国务卿“为上述领土上的几个和各自的公共部门提供适当的州徽印章”。当时印第安纳州是西北地区的一部分，美国国务院制作了一枚印章，用于该地区的官方文件上。最初的印章由总督阿瑟·圣克莱保管，第一次有记录的使用是在1788年7月26日的一份公告中。
1800年5月10日，国会通过了一项法案，建立了印第安纳州领地，但该法案中并没有关于加盖公章的条款。最早使用印第安纳州印章的记录是在1801年1月州长威廉·亨利·哈里森签署的法庭文件上。他使用的印章是对西北地区原始印章的改编。尽管起源不明，但很可能是哈里森做出了这些改动。
1816年的宪法中有一项条款，规定州长应保存州徽印章，并在官方通讯中使用。这种州徽印章的设计最初是在1816年印第安纳州大会的第一次会议上提出的。1816年11月22日，哈里森县众议员戴维斯·弗洛伊德提议采用一种州徽，其设计被他称为“一片森林，一个樵夫砍伐一棵树，一头水牛离开森林，穿过平原逃到遥远的森林，西边的太阳印着印第安纳”。议案通过了联大两院和基金的联合会议，投票决定购买一台打印机来制作印章。
1819年，州徽危机是州危机的一部分。副州长克里斯托弗·哈里森成为代理州长时，州长乔纳森·詹宁斯正在与北印第安纳州的土著部落进行谈判。詹宁斯回来后，哈里森拒绝辞去州长职务，声称詹宁斯的行为使他的州长职位失效。哈里森没收了州徽，并建立了自己的州长办公室。经过州议会几周的辩论，哈里森被迫将徽章交还给詹宁斯，并腾出州长的办公室。
1895年，印地安那州参议院的诵读书记罗伯特·S·海切尔受命查明州印设计的法律地位。经过彻底的审查，海切尔发现授权州徽的法律并没有明确说明它的设计应该是什么。他建议通过一项法案来标准化州徽。参议员麦考德为此提交了立法，但没有采取任何行动。
1905年1月28日，《印第安纳波利斯新闻》上刊登了一篇关于州徽起源的文章，其中一些信息令人生疑。这篇文章引起了人们的注意，并开始了非正式的查考州徽的历史，也就是想知道州徽上的太阳是升起还是落下。雅各布·皮亚特·邓恩，当时杰出的印第安纳州历史学家，参考了几部历史，得出了太阳正在升起的结论。邓恩引用了这样一个事实：该州还很年轻，山脉在该州的东部，而不是西部——这表明太阳正在升起。
目前的州徽设计在1963年被印第安纳州大会标准化。在大会会议期间，代表泰勒·莫里斯提出了规范国徽设计的立法。比尔描述了一幅描绘樵夫砍懸鈴木的图章，前景是一头美洲野牛，背景是太阳升起。州树的叶子，北美鵝掌楸，将被设计成边界。该法案在大会上通过并成为法律。
2004年，1963年颁布的这项法令受到了批评，因为它规定国徽上的太阳是日落而不是日出。印第安纳州历史局对这枚印章的历史进行了彻底的调查，发现最初的印章是为了将太阳描绘成冉冉升起的样子而制作的。在2004年和2005年，立法引入了改变法令的措辞，但截至2008年，没有采取行动纠正错误。

## 当前的法规
为规范国家印章而制定的这部法律自1963年开始生效。法规如下：
印第安纳州法典：IC 1-2-4-1
印第安纳州的公章如下:
圆直径2又5 / 8英寸，是被一条平线包围的完美圆。另一个圆在第一个，直径二又八分之三英寸用珠线包围，留下四分之一英寸的边缘。在这块空白的上半部分有“印第安纳州印”几个字。
底部中央，1816年，两侧各有一个菱形，菱形的两端有两个圆点和一片郁金香树（北美鵝掌楸）叶子。内圈的左边背景有两棵树，中间背景有三座小山，太阳在后面落下，位于左边第一座和第二座小山之间。
一共有十四道来自太阳的光线，从左边的两道较短的开始，第三道较长，然后长短交替。右边有两棵懸鈴木，较大的那棵离中心较近，在离地面不远的地方，左边有一个缺口，接近中间。樵夫戴着一顶帽子，拿着一把几乎垂直于右手的斧子。
水牛在前景，面对前面的左边。它的尾巴翘起来，前脚着地，后脚腾空，跳过一根木头。

在水牛和樵夫所在的地方，地上长出了蓝草。

## 内涵
照片中冉冉升起的太阳代表着印第安纳州的未来一片光明，所有的一切才刚刚开始。山脉代表了阿勒格尼山脉，位于印第安纳州西部。樵夫代表了征服印第安纳那片荒野的文明。野牛代表着向西逃离先进文明的荒野。

## 印第安纳州的政府徽章

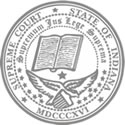
印第安纳州最高法院的徽章
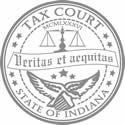
印第安纳州税务法庭的印章
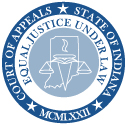
印第安纳州上诉法院印章
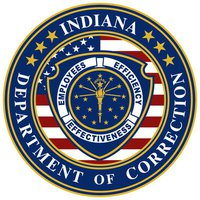
印第安纳监狱的徽章
印第安纳州运输部的徽章
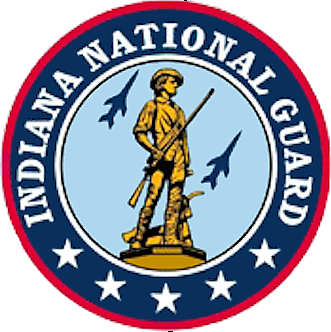
印第安纳州国民警卫队的徽章